# Tetrablemma brevidens
Tetrablemma brevidens là một loài nhện trong họ Tetrablemmidae.
Loài này thuộc chi Tetrablemma. Tetrablemma brevidens được Tong & Li miêu tả năm 2008.